# Polycarpaea
Polycarpaea es un género de plantas con flores, perteneciente a la familia Caryophyllaceae. Natural de las regiones tropicales y subtropicales del viejo Mundo. Comprende 201 especies descritas y de estas, solo 19 aceptadas y muchas pendientes de aceptación.

## Descripción
Son plantas herbáceas o arbustos, caducas o perennes. Los tallos ascendentes  ramificados con hojas opuestas y con corto peciolo en la base y sésiles las superiores. Las flores se agrupan en inflorescencias terminales con flores  diminutas de color rosa.  El fruto es una cápsula con 5-8 semillas.

## Taxonomía
Fue descrito por Jean-Baptiste Lamarck y publicado en Journal d'Histoire Naturelle 2: 3–, 5, pl. 25 en el año 1792
Etimología
Polycarpaea: nombre genérico que procede del griego polys y karpos, y significa "abundante fructificación".

## Especies
- Polycarpaea akkensis, Maire.
- Polycarpaea aristata, Chr.Sm.
- Polycarpaea balfourii, Briq.
- Polycarpaea caespitosa, Balf.f.
- Polycarpaea carnosa, Chr.Sm.
- Polycarpaea clavifolia, M.Gilbert.
- Polycarpaea corymbosa, (L.) Lam.
- Polycarpaea divaricata, Aiton.
- Polycarpaea filifolia, Webb ex Christ.
- Polycarpaea gaudichaudii, Gagnepain.
- Polycarpaea gayi, Webb.
- Polycarpaea guardafuiensis, M.Gilbert.
- Polycarpaea hassalensis, D.F.Chamb.
- Polycarpaea hayoides, D.F.Chamb.
- Polycarpaea kuriensis, Wagner
- Polycarpaea latifolia, Poiret.
- Polycarpaea nivea, Aiton.
- Polycarpaea paulayana, Wagner
- Polycarpaea pulvinata, M.Gilbert.
- Polycarpaea repens, (Forsskal) Ascherson & Schweinf.
- Polycarpaea robbairea, (Kunze) Greuter & Burdet.
- Polycarpaea smithii, Link.
- Polycarpaea somalensis, Engl.
- Polycarpaea spicata, Wight ex Arn.
- Polycarpaea tenuis, Webb ex Christ.
- Polycarpaea ventiversa, M.Gilbert.